# Helophorus sibiricus
Helophorus sibiricus es una especie de escarabajo del género Helophorus, familia Hydrophilidae. Fue descrita científicamente por Motschulsky en 1860.
Es de distribución holártica.